# Marie-Anne d'Autriche (1718-1744)
Pour les articles homonymes, voir Marie-Anne d'Autriche.
Marie-Anne Eléonore Wilhelmine Josèphe d'Autriche (née à Vienne le 14 septembre 1718 - décédée à Bruxelles le 16 décembre 1744) est la fille de l'empereur Charles VI et de son épouse née Élisabeth-Christine de Brunswick-Wolfenbüttel.

## Biographie
Elle est nommée gouvernante générale des Pays-Bas autrichiens par sa sœur, la reine de Hongrie et de Bohême Marie-Thérèse, conjointement avec son mari et beau-frère Charles-Alexandre de Lorraine (lettres patentes du 8 janvier 1744) pendant la guerre de Succession d'Autriche. 
Les deux nouveaux gouverneurs généraux s'étaient mariés le jour précédent à Vienne (7 janvier 1744). 
Au printemps 1744, le jeune couple entreprend un long voyage de Vienne jusqu'aux Pays-Bas autrichiens dont le gouvernorat par intérim est assuré par le dynamique comte Friedrich August de Harrach-Rohrau. Ils partent de la capitale impériale le 3 février et arrivent le 24 mars à Wuustwezel, village des Pays-Bas Autrichiens, où le comte de Königsegg-Erps, ministre plénipotentiaire, les attend à la tête d'un détachement de hussards. 
De là, ils se rendent successivement, au milieu de réceptions brillantes, à Anvers et à Malines. Ils entrent à Bruxelles le 26 mars 1744, guidés par le comte de Königsegg-Erps. Une cérémonie est organisée pour célébrer leur arrivée : il y a Te Deum, réception, banquets, bals, etc.
Mais les États habsbourgeois subissent de plein fouet la guerre de Succession d'Autriche.
Le 15 mars 1744, la France déclare la guerre à l'Autriche et les Maréchaux de Saxe et de Noailles envahissent le Gouvernorat, prenant Menin, Ypres et Furnes. 
Le prince de Lorraine est très vite rappelé à la tête des armées autrichiennes. Le 5 mai 1744, il fait officiellement part de son départ, laissant seule à la tête du gouvernement des Pays-Bas l'archiduchesse Marie-Anne, enceinte de deux mois.
Pendant l'absence de son mari, l'archiduchesse Marie-Anne est soutenue dans la direction des affaires par le comte (futur prince) de Kaunitz-Rietberg. 
En octobre 1744, elle accouche à Bruxelles d'une fille mort-née. L'accouchement est difficile et Marie-Anne succombe le 16 décembre 1744 à l'âge de 26 ans. Le prince de Kaunitz-Rietberg doit alors reprendre ad interim les rênes du gouvernement général des Pays-Bas.
La paix revenue, Charles-Alexandre de Lorraine reprend les rênes du gouvernement. Il ne se remarie pas mais accueille à Bruxelles sa plus jeune sœur, Anne Charlotte de Lorraine, abbesse — entre autres — des chapitres de Dames Nobles de Remiremont de sainte Waudru de Mons, qui remplit officieusement la charge de première dame des Pays-Bas. Il est le gouverneur le plus populaire des Pays-Bas autrichiens jusqu'à sa mort en 1780.

## Ascendance

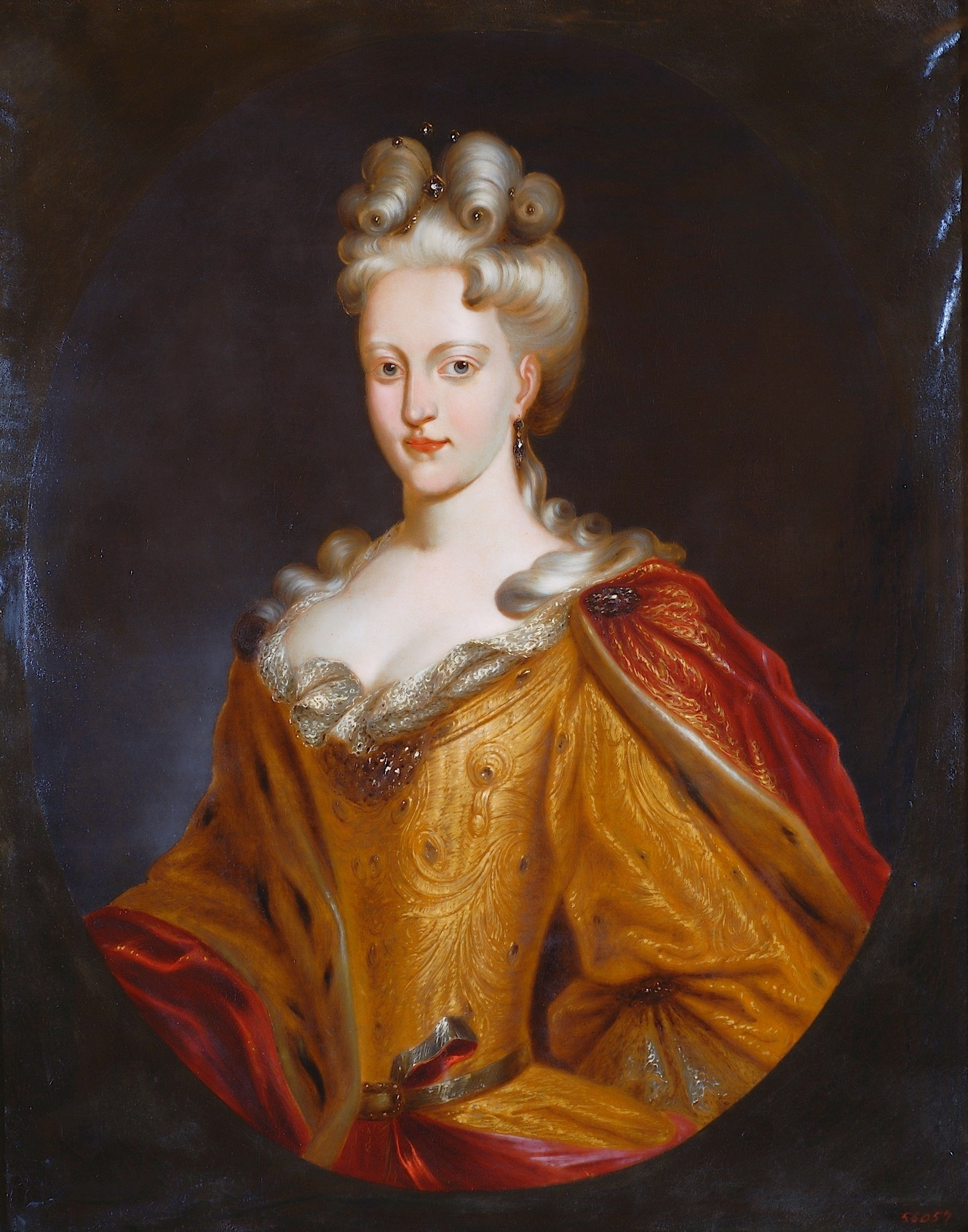
Portrait d'Elisabteh Christine de Brunswick-Wolfenbüttel, l'ancêtre de Marie-Anne d'Autriche, en tant que Gouverneur Générale de Catalogne. 1711-1713, exposé au Mercader Palace Museum (Espagne)